# Wagner D'Avilla
Wagner Cristiano Souza (São Paulo, 27 de fevereiro de 1980) é um ator, dramaturgo e roteirista de Cinema e TV brasileiro, mais conhecido por seu nome artístico adotado desde o início de sua carreira como Wagner D'Avilla.

## Biografia
Como ator atuou em 12 espetáculos entre eles:  “Nossa Cidade” de Thornton Wilder com direção de Paulo Marcos, “Vem Buscar Me Que Ainda Sou Teu” de  Carlos Alberto Sofredini e com direção de Laura Lucci e “Sobre a Neve em Frente a Torre Eiffel” de João Fábio Cabral e com direção de Tiago Moraes.
Como dramaturgo, já teve encenados alguns de seus textos como as peças  “As Solteiras” (1998), “Do que estamos falando afinal?”(2001) , “Subterfúgio” (2008) “Diálogos de Escovas de Dentes”(2010), “Os Estranhos Que Nos Habitam” (2015) e “Quase 40” (2017).
Em 2018 dois de seus textos ganharam destaque na mídia, o suspense futurista,  “O inevitável tempo das coisas” com direção do premiado José Roberto Jardim com Natallia Rodrigues e Pedro Henrique Moutinho. A encenação tinha como destaque as projeções do Coletivo Bijari e figurinos do estilista João Pimenta.  Já a comédia´romântica “Precisamos falar de amor sem dizer eu te amo” estrelada por Priscila Fantin e Bruno Lopes teve estreia em Moçambique na África. O projeto idealizado pelos atores seguiu em turnê pelo Brasil e parte de sua renda revertida para ações sociais.
Dois de seus textos foram traduzidos e adaptados para montagens em espanhol “Subterfúgio” (2016) na Argentina e “Mulheres Peculiares” (Mujeres Peculiares) no México.
Como roteirista assina o roteiro dos filmes “Malu & Fred” (2009) ganhador Festival Curta Santos, com seis prêmios incluindo o de Melhor Roteiro), “Azul Marinho Preto e Branco” (2010) e  e “(Des)encontros” (2014) ( indicado no London Film Festival na categoria Melhor roteiro em 2014) todos em parceria com o diretor Rodrigo Bernardo e produzidos pela Chocolate Filmes. 
Escreve em 2015 o roteiro para o longa-metragem Homem com Bula para a Bossa Nova Films.
Para a TV escreve a Minissérie “O Inferno de Cada Um” (2010) com direção de Miguel Rodrigues e  para a série “(Des)encontros”( 2014-2018)  exibida pelo Canal Sony.
Atualmente desenvolve conteúdos na criação e formato de programas de séries de TV para grandes produtoras como LC Barreto, Barry Company e Rebolucion.

## Carreira

### Como ator
- 2009 - Sobre a neve em frente a Torre Eiffel, texto de João Fábio Cabral e direção de Tiago Moraes (Teatro)
- 2005 - Quarteto em Ri Maior, texto e direção de Antonio Ravan (Teatro)
- 2001 - Do que estamos falando afinal? , texto de Wagner D´Avilla e direção de Marina Mondevaim (Teatro)
- 2000 - Vem Buscar-me que ainda sou teu, texto de Carlos Alberto SofreDIni e direção de Laura Lucci (Teatro)
- 1999 - Nossa Cidade, texto de Thornton Wilder e direção de Paulo Marcos (Teatro)
- 1998 - As Solteiras, texto de e direção de Wagner D´Avilla (Teatro)

### Como dramaturgo
- 2019 - Mulheres Peculiares  (Mujeres Peculiares)
- 2019 - Sentimentos com pessoas dentro
- 2018 - Precisamos falar de amor sem dizer eu te amo
- 2018 - O inevitável tempo das coisas
- 2017 - Quase 40
- 2015 - Os Estranhos que nos habitam
- 2010 - Diálogos de escovas de dentes
- 2009 - Subterfúgio
- 2008 - Calcinhas & Cuecas
- 2003 - Do que estamos falando afinal?
- 1998 - As Solteiras

### Como roteirista
Cinema
Longa metragens :
- 2014 - Homem com Bula  (1ºtratamento)

Curtas metragens:
- 2017 - Incomensúravel  direção de Patrícia Duwal
- 2014 - (Des)encontros  direção de Rodrigo Bernardo
- 2012 - Amor Perfeito  direção de Arturo Lucio
- 2010 - Azul Marinho Preto e Branco  direção de Rodrigo Bernardo
- 2009 - Malu e Fred  direção de Rodrigo Bernardo

TV
Reality shows:
- 2015 - The Bachelor Brasil  direção de Pedro Peixoto

Séries de TV:
- 2015 - 1ª temporada (Des)encontros  direção de Rodrigo Bernardo e exibição Sony Entertainment Television

Episódios: 
1. Lara e Gael
2. Artur e Diana

Minisséries:
- 2010 - O Inferno de cada Um  direção de Miguel Rodrigues

Web
Web reality show:
- 2012 - O último reality show do mundo  direção de Gustavo Tissot

## Indicações a prêmios
- 2010 - Malu e Fred  Vencedor Melhor Roteiro no 7°Festival Curta Santos
- 2014 - (Des) encontros  Indicado Melhor Roteiro no BFI London Film Festival de 2014.